# Jaime Arrascaita
Jaime Dario Arrascaita (La Paz, 2 september 1993) is een Boliviaans voetballer, die speelt als middenvelder. Hij staat sinds 2013 onder contract bij Club Bolívar.

## Clubcarrière
Arrascaita begon zijn professionele loopbaan in 2013 bij Club Bolívar, en won met die club de landstitel (Clausura).

## Interlandcarrière
Arrascaita speelde tot op heden drie interlands voor Bolivia. Onder leiding van bondscoach Xabier Azkargorta maakte hij zijn debuut op 14 augustus 2013 in de vriendschappelijke wedstrijd tegen Venezuela (2-2) in San Cristóbal.

## Erelijst
Club Bolívar
- Liga de Boliviano

2013 [C]